# 시게노부정
시게노부정(重信町)은 에히메현 동부 온센군에 있던 정이다.  인구는 23,729명이였으며, 면적은 100.59km2였다. 합병에 의해 도온시가 되었다.

## 지리
마쓰야마시의 동부에 평지로 인접하며 시가지도 실질적으로는 마쓰야마시와 연속하고 있다. 남북으로 길쭉한 형태를 띠고 있는데, 정역의 중앙부가 마쓰야마 평야의 남동부에 해당한다. 동쪽은 온센군 가와우치 정에 시게노부 강을 사이에 두고 접하고 있다. 북동부, 남부는 산지.북동부에서 중부로 마을 이름의 유래인 시게노부강이 흐른다.

## 역사
- 1889년 12월 15일 - 정촌제 시행에 수반해 구메군 기타요시이촌, 시모케나군 미나미요시이촌이 성립하였다.
- 1956년 9월 1일 - 기타요시이촌, 미나미요시이촌, 하이시촌이 합병해 시게노부정이 되었다.
- 2004년 9월 21일 - 가와우치정과 합병해 도온시가 성립하였다. 합병 후 인구는 약 35,000명이다

## 합병과정
시게노부정에 있어서 같은 온센군 내에서 인접하는 가와우치정과의 합병은 자연스러운 흐름이었다. 인구가 3만명 이상이 되기 때문에 합병특례법에 의해 '시'로 승격할 수 있는 것도 탄력을 받았다.
인구는 시게노부 정 2만 명에 비해 가와우치 정 1만 명으로 2배의 인구가 있었으나 신설 합병으로 비교적 원활하게 진행되었다.
또한 서쪽에 인접한 마쓰야마시와의 합병은 마쓰야마시 측이 마쓰야마시로의 편입합병, 마쓰야마시의 행정형태에 맞춘다는 원칙을 견지하고 있으며, 또 과거 마쓰야마시에 편입한 마쓰야마시 동부지역에도 별다른 메리트는 없었던 것 아니냐는 의견이 지배적이어서 당초부터 거의 화제가 되지 않았다. 새로 전입해 온 사람들 중에는 마쓰야마 시내로의 통근자도 많아 마쓰야마 시와의 합병을 바라는 목소리도 없지 않았지만 적극적인 주민 운동은 되지 않았다.